# العلاقات الفلسطينية القطرية
العلاقات الفلسطينية القطرية هي العلاقات الثنائيّة بين دولة فلسطين وقطر.

## التاريخ
كانت قطر من أوائل الدول التي اعترفت بدولة فلسطين منذ إعلانها الاستقلال في الجزائر في عام 1988، وكانت هُناك سفارة لقطر في فلسطين قبل نقل مقر الحكومة الفلسطينية من غزة إلى رام الله في أعقاب اتفاق غزة أريحا.
تعترف قطر بالدولة الفلسطينية وتُعتبر أحد الداعمين للقضية الفلسطينية والمؤيدين الموقف الفلسطينيّ في القرارات التي تتعلق بالشأن الفلسطيني في منظمة الامم المتحدة والمنظمات المنبثقة عنها.

## الاتفاقيات
وقعت حكومة فلسطين مع الجانب القطري اتفاقيتي تعاون، وهما:
- اتفاقية تعاون بين وزارتي الداخلية في البلدين: أبرمت هذه الاتفاقية في عام 2013، بهدف التعاون بين الطرفين في المجالات الأمنية، ونتج عنها منح وزارة الداخلية القطرية 6 مقاعد سنوياً للطلاب الفلسينيين للدراسة في كلية الشرطة القطرية بمنحة كاملة والحصول على شهادة البكالوريوس في العلوم القانونية والشرطية بحيث يتم ترشيح هؤلاء الطلاب الستة من وزارة الداخلية الفلسطينية.
- اتفاقية تعاون بين وزارتي التربية والتعليم العالي في البلدين: أبرمت هذه الاتفاقية في عام 2017 بهدف دعم التعاون بين البلدين في المجالات التعليمية، ونتج عن هذه الاتفاقية السماح باستقدام المدرسين الفلسطينيين للعمل في قطر.

تدرس حكومات البلدين في الوقت الحالي توقيع اتفاقية تعاون جديدة في مجالات الزراعة بهدف زيادة حجم صادرات المنتجات الزراعية من فلسطين الى قطر وتسهيل اجراءاتها والسماح باستقدام العمالة الفلسطينية للعمل في مجالات الزراعة في دولة قطر.

## التعاون الاقتصادي
ساهمت الحكومة القطرية في دعم أعمال إعادة إعمار المناطق المتضررة ومشاريع البنية التحتية في فلسطين وخصوصًا في قطاع غزة، كما تُقدم جمعية الهلال الاحمر القطرية وبعض الجمعيات الخيرية القطرية الأخرى الأدوية والتجهيزات الطبية للمستشفيات في قطاع غزة على سبيل الدعم والمُساعدات الإغاثية. وفي عام عام 2014 قدمت الحكومة القطرية لموازنة السلطة الوطنية الفلسطينية حوالي 125 مليون دولار أمريكي على سبيل الدعم. وتُقدّم اللجنة القطرية الدائمة لدعم القدس نحو مليون دينار أردني سنويًّا على سبيل المُساعدات الإنسانية. يرأس هذه اللجنة منذ 14 فبراير/شباط 2018 كُل من وزير الخارجية القطري، ومحمد حسين المفتي العام للقدس والديار الفلسطينية.
تُعتبر السوق القطرية سوقًا مفتوحة للمنتجات الفلسطينية وفقًا للقوانين المنظمة لعمليات الاستيراد التي يضطلع بها القطاع الخاص، وخاصة المنتجات الزراعية الفلسطينية التي تتواجد بكثرة في الأسواق القطرية، كما تُقام في قطر معارض سنوية لبيع المنتجات الفلسطينية والترويج لها في الاسواق القطرية.

## التعليم
تدعم الحكومة القطرية التعليم في فلسطين من خلال تقديم الدعم لإنشاء المدارس في فلسطين، وتقديم المنح الدراسية للطلاب الفلسطينيين في قطر، حيث تقدم جامعة قطر 6 منح دراسية سنوياً لأفضل ستة طلاب فلسطينيين حاصلين على الشهادة الثانوية في قطر، وتقدم كلية الشرطة القطرية 6 مقاعد سنوياً كمنحة دراسة كاملة للطلاب الفلسطينيين، بينما توفّر الكلية الجوية القطرية مقعدين للطلاب الفلسطينيين سنويًّا، بالإضافة إلى وجود منحة قطرية لاستقدام عشرة اطباء فلسطينيين من داخل فلسطين سنوياً للالتحاق بالمستشفيات الجامعية القطرية لدراسة التخصص الطبي العالي والحصول على البورد العربي في عدد من المجالات التي تتحدد بناءًا على احتياجات الجانب الفلسطيني. تستمر الدراسة والعمل في المنحة الطبية لمدة تترواح بين 5-7 سنوات حسب نوع التخصص. كما دعمت الحكومة القطرية إنشاء المدرسة الفلسطينية في الدوحة التي افتتحت في منتصف عام 2016، والتي بلغت تكلفة الإنشاء الاجمالية لها حوالي 35 مليون دولار أمريكي.

## التمثيل الدبلوماسي
كانت قطر تمتلك سفارة لها في فلسطين قبل نقل مقر الحكومة الفلسطينية من غزة إلى رام الله، وفي عام 2012 افتتحت قطر الممثلية القطرية في فلسطين بهدف المساهمة في إعادة إعمار غزة، ويقع مقرها في مدينة غزة في قطاع غزة، ويشغل السفير محمد العمادي منصب رئيس البعثة الدبلوماسية القطرية في غزة. كانت السلطة الفلسطينية قد أفادت أن الممثلية القطرية في غزة افتتحت دون التنسيق مع حكومة السلطة الفلسطينية في رام الله.
يقع مقر السفارة الفلسطينية في منطقة الدفنة في الدوحة، ويشغل السفير فايز ماجد أبو الرب منصب رئيس البعثة الدبلوماسية الفلسطينية في قطر.

## المساعدات القطرية
في 13 مارس 2023، سلّم حسين الشيخ أمين سر اللجنة التنفيذية لمنظمة التحرير الفلسطينية مبلغ نصف مليون دولار من قطر إلى بلدية حوارة تعويضًا عن الأضرار التي لحقت بالبلدة بعد هجمات المستوطنين في 26 فبراير 2023.
في 24 يونيو 2023، سلّم حسين الشيخ أمين سر اللجنة التنفيذية لمنظمة التحرير الفلسطينية مبلغ 1 مليون دولار من قطر إلى محافظ جنين أكرم الرجوب لدعم مؤسسات وجمعيات جنين ومخيمها.
جراء الحرب الفلسطينية الإسرائيلية عام 2023 في قطاع غزة، أرسلت جمعية الهلال الأحمر القطري في ديسمبر 2023 مشفًا ميدانيًا إلى مدينة رفح بسعة 50 سريرًا، بحيث تقوم طواقم جمعية الهلال الأحمر الفلسطيني بتشغيله.